# Rupert Thorne
Rupert Thorne è un personaggio dei fumetti creato da Steve Englehart e Walter Simonson nel 1977 e pubblicato da DC Comics.
Thorne è un criminale di Gotham City.

## Biografia del personaggio
Thorne, politico corrotto che truffa Dottor Phosphorus. Cerca di farsi eleggere sindaco, e dichiara Batman un fuorilegge.
Appreso che Hugo Strange conosce l'identità dell'Uomo Pipistrello, lo cattura e lo tortura, ma Strange apparentemente muore, senza rivelargli nulla.
Acquistate delle foto da Vicki Vale che rivelino l'identità di Batman, ingaggia Deadshot per assassinare Bruce Wayne, ma quest'ultimo fallisce.
Dopo aver posizionato i suoi uomini Peter Pauling come commissario e Hamilton Hill come sindaco, viene tormentato dal fantasma di Strange, e si convince che gli alleati vogliano farlo impazzire, e ne ordina l'omicidio, ma viene arrestato da Batman.
In Detective Comics n. 825 (2006) Thorne è rinchiuso a Blackgate, e Batman lo salva dalla vendetta del Dottor Phosphorus.

## Altri media
- Nella sceneggiatura del film Batman (1989) scritta originariamente da Tom Mankiewicz sarebbe dovuto comparire Thorne come mandante dell'omicidio dei coniugi Wayne, eseguito da Joe Chill.
- Rupert Thorne (doppiato da John Vernon) è uno degli antagonisti più ricorrenti della prima serie animata del DC Animated Universe Batman. È un boss del crimine, ed ha un fratello minore, il medico Mattew Thorne. Inoltre, Thorne è anche l'indiretto responsabile dell'incidente che creerà Due Facce, intenzionato a ricattare Harvey dopo aver scoperto della sua doppia personalità, Harvey si sfoga e tenta di ucciderlo, finendo coinvolto in un'esplosione, rendendolo quello che è ora.
- Il personaggio è riapparso nel film d'animazione del DCAU Batman - Il mistero di Batwoman, dove lavora con il Pinguino e Bane (che tra l'altro portò a Gotham lui stesso).
- Appare inoltre, con uno stile più ringiovanito, nella serie animata The Batman, doppiato da Victor Brandt. Qui il suo cognome è stato modificato in Thomas.
- Rupert Thorne è apparso anche nella serie animata del DC Universe (DCU) Creature Commandos, doppiato da Benjamin Byron Davis.